# Massa FM Cuiabá
Massa FM Cuiabá é uma emissora de rádio brasileira concessionada em  Várzea Grande, porém sediada em Cuiabá, respectivamente cidade e capital do estado de Mato Grosso. Opera no dial FM, na frequência 90,1 MHz, e é afiliada à Massa FM. É originada da migração da frequência AM 1070 kHz, sendo inaugurada em 21 de abril de 1982 como Rádio Industrial, e pertence ao Grupo Futurista de Comunicação, que controla a Mix FM Cuiabá e a TV Brasil Oeste.

## História
Por iniciativa do político e empresário Júlio Campos, a Rádio Industrial foi inaugurada na tarde do feriado de 21 de abril de 1982. Desde sua inauguração até sua morte, em 2012, a emissora era administrada por Isabel Campos, esposa de Júlio Campos. Isabel continuou na direção mesmo em tratamento contra um câncer, comandando a rádio e as demais empresas do grupo diretamente de sua residência.
Entre os anos de 1995 e 1998, foi a primeira afiliada da CBN na região de Cuiabá. Posteriormente, transmite a Jovem Pan (até 2008) e a Rádio Bandeirantes, esta última até o ano de 2017, quando é arrendada e passa a repetir a programação da Rádio Deus é Amor.
Na primeira semana de setembro de 2018, é anunciado que a Rádio Industrial iria migrar de AM 1070 para frequência 90,1 MHz, iniciando afiliação com a Nativa FM, promovendo o lançamento da rede do Grupo Bandeirantes de Comunicação no estado. A estreia da Nativa FM de Cuiabá aconteceu às 17h (horário local), durante a abertura do programa Arena Nativa do dia 10 de dezembro de 2018, após um breve adiamento da data inicialmente programada.
Na tarde de 15 de dezembro de 2021, a Nativa FM Cuiabá foi retirada do ar após liminar concedida pela 11.ª Vara Cível de Cuiabá ao Grupo Futurista, que move processo contra o Grupo PHD Publicidade desde agosto de 2021 por irregularidades na administração da 90.1 MHz e da Jovem Pan FM Cuiabá. O Grupo Futurista alega em processo que as infrações apuradas quebram o contrato de arrendamento firmado com o Grupo PHD Publicidade e que poderiam levar à perda da concessão das duas emissoras junto da Anatel, como falta de manutenção de equipamentos e transmissão em baixa potência. Em resposta, o Grupo PHD Publicidade anunciou que o contrato de arrendamento vale até 2023 e que vai recorrer judicialmente para restabelecer o contrato e os sinais das rádios. Em 17 de novembro de 2021, o TJ-MT derrubou a liminar favorável ao Grupo Futurista e determinou a retomada da gestão das rádios ao Grupo PHD Publicidade. Na mesma ocasião, o Grupo PHD Publicidade entrou com petição para recolocar as duas emissoras no ar, alegando que o Grupo Futurista estaria criando entraves ao cumprimento da decisão judicial. Em 24 de dezembro de 2021, o Tribunal de Justiça de Mato Grosso deu decisão favorável ao Grupo Futurista e determinou a devolução do controle das duas frequências em posse do Grupo PHD, sob pena de multa diária de 5 mil reais.
Em paralelo ao processo, foi firmado um acordo para entrada da Massa FM na frequência, ainda sem data prevista de lançamento. A 90.1 MHz retornou ao ar apenas em 5 de janeiro de 2022, transmitindo apenas programação musical no formato popular.
Em março, depois de uma grande batalha na justiça, a desembargadora Antônia Siqueira, determinou a rescisão contratual entre o Grupo Futurista e a PHD Publicidade (de propriedade de Priscila Hauer), com isso as frequências e os equipamentos foram devolvidos para a família do ex-governador. Com a definição, a estreia da Massa FM foi definida para o dia 29 de abril.